# Deportes Temuco

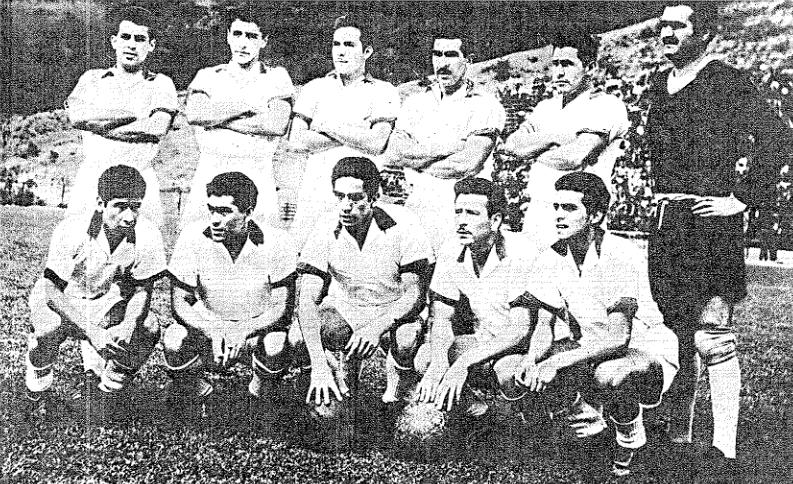
Deportes Temuco in 1961

Deportes Temuco is een Chileense voetbalclub uit de stad Temuco. In 1984 fuseerde de club met Green Cross uit de hoofdstad.

## Erelijst
- Segunda División

1991, 2001